# Акациры

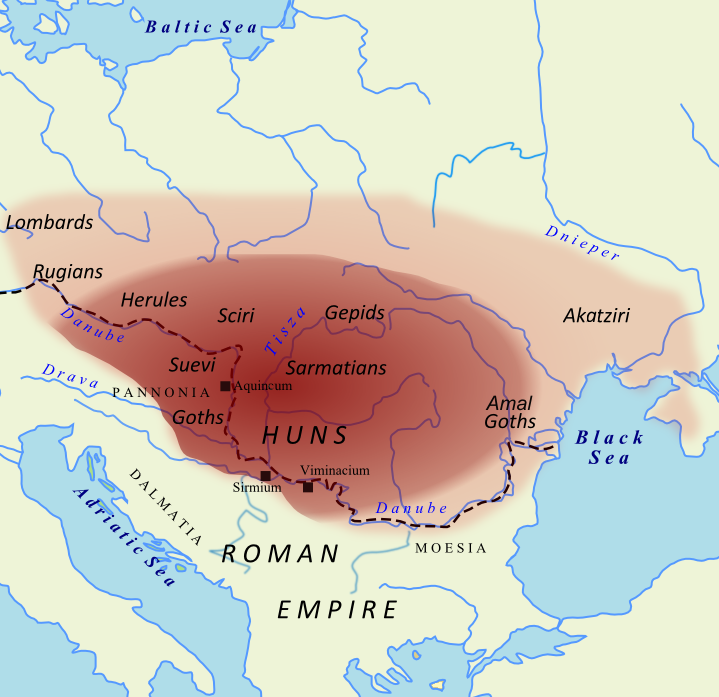
Империя гуннов ок. 450 года

Акаци́ры (др.-греч. Άκατίρων, лат. gens Acatzirorum) — кочевой скотоводческий народ, обитавший в III—IV веках на территории Европы от Приднепровья до Восточной Прибалтики и верховий Волги. Этот народ имел своих вождей, сохранявших определённую независимость от гуннов Аттилы.

## Этноним
Историки связывают этноним с тюрками (agaç äri — «лесной человек») и отождествляют его со средневековым туркменским племенем агач-эри.

## Происхождение
Существуют различные версии этнического происхождения акациров: доминирующая связывает их с гуннами, также Приск Панийский сообщает, что акациры — скифское северное племя. Около 463 года на запад из Азии вторглись племена огуры, сарагуры (белые огуры), оногуры — (десять огуров), в 466 году эти племена разбили акациров, положив конец гуннам. Позже на базе этих огурских племён возник новый этноним болгар.
Упомянуты (gens Acatzirorum) в «Гетике» Иордана как скотоводческие соседи эстов.
Согласно позднеантичному дипломату и историку Приску Панийскому, а также Равеннской космографии VII в. со ссылкой на Иордана, в V в. тюркское племя хазаров входило в гуннский союз племён и было известно под названием акациры, которое следует читать как ак-хазары (белые хазары). В работах самого Иордана подобного утверждения нет, но с ним согласны советский этнограф А. В. Гадло и украинско-американский историк-востоковед О. И. Прицак.
Поскольку, согласно Приску Панийскому, старший сын Атиллы ездил к акацирам из столицы Атиллы и обратно, пока Приск со своим посольством с Дуная добирался до этой же столицы, их земли были в пределах 8 дней пути. То есть нижний Дон. А столица Атиллы либо Запорожье, либо Киев.